# 博諾 (蒙大拿州)
博諾（英語：Boneau）是位於美國蒙大拿州舒托縣的普查規定居民點。

## 人口
根據2020年美國人口普查的數據，博諾的面積為6.41平方千米，當中陸地面積為6.15平方千米，而水域面積為0.26平方千米。當地共有人口365人，而人口密度為每平方千米56.94人。